# Callomecyna
Callomecyna is een kevergeslacht uit de familie van de boktorren (Cerambycidae). De wetenschappelijke naam van het geslacht werd voor het eerst geldig gepubliceerd in 1955 door Tippmann.

## Soorten
Callomecyna omvat de volgende soorten:
- Callomecyna superba Tippmann, 1955
- Callomecyna tigrinula Holzschuh, 1999